# Югослов'янський комітет

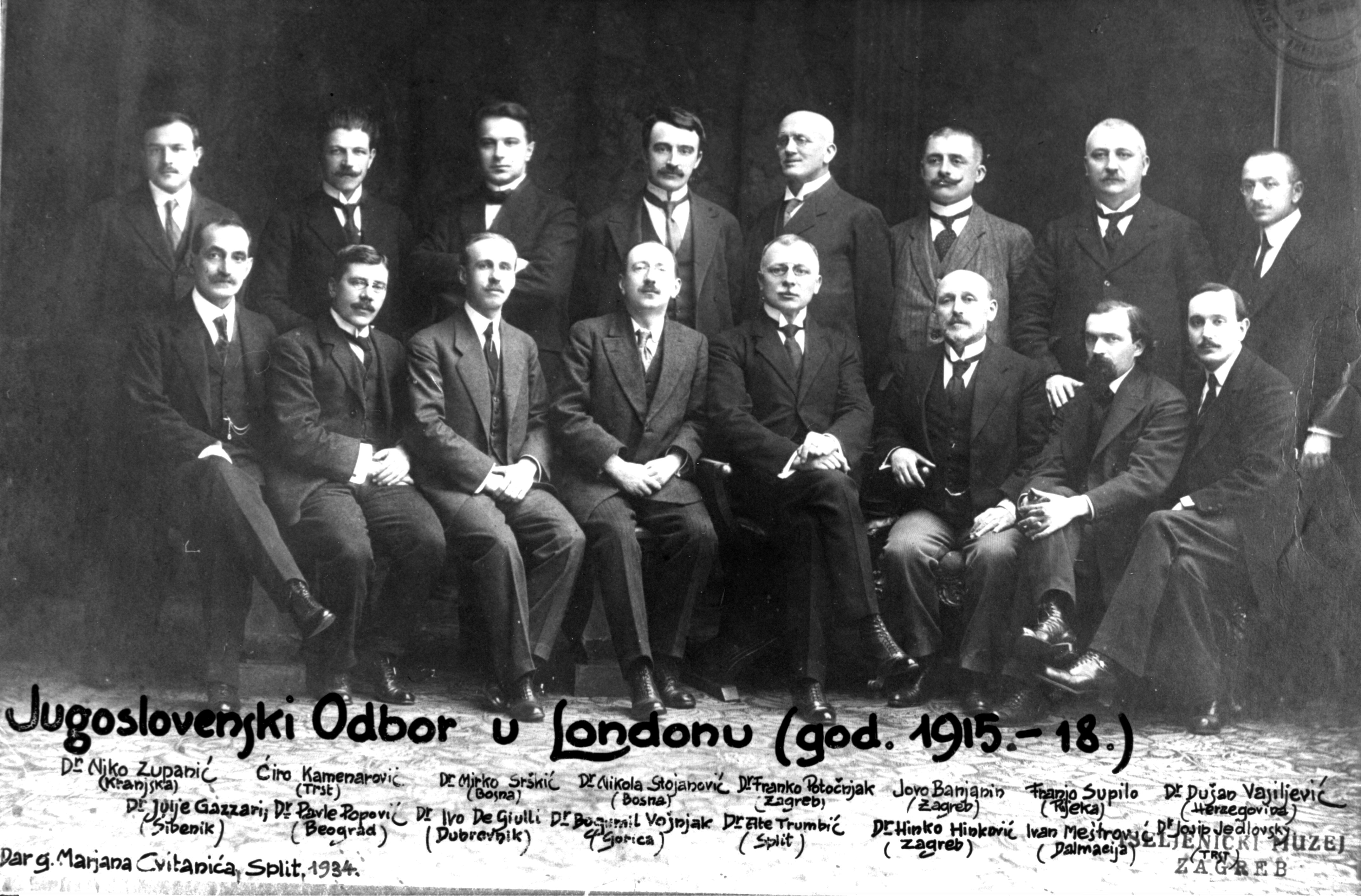
Югослов'янський комітет у Лондоні, 1916

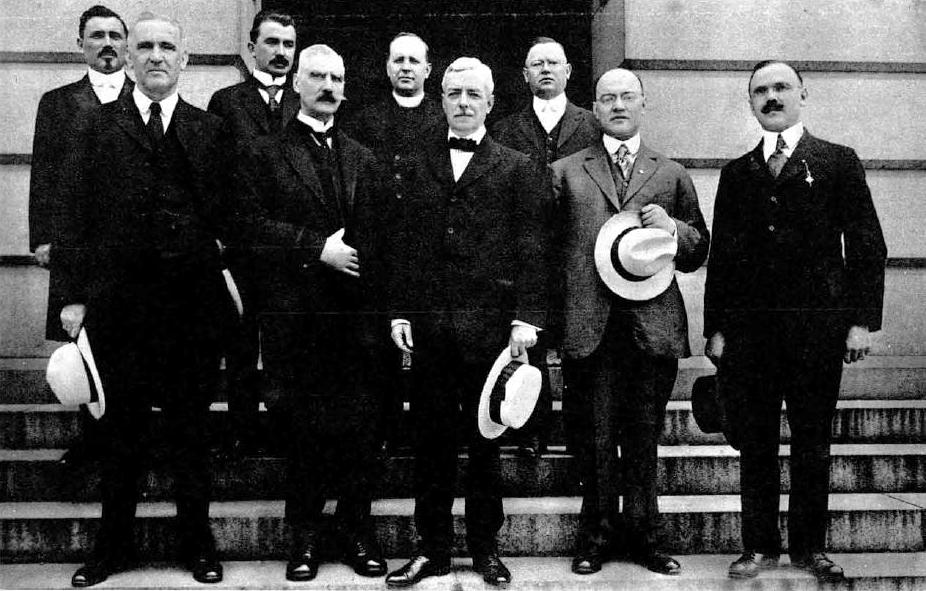
Югослов'янський комітет у Вашингтоні, 1917

Югослов'янський комітет (сербохорв. Jugoslavenski odbor) — політичне угруповання, створене представниками південнослов'янських земель Австро-Угорщини під час Першої світової війни з метою об'єднання їх у єдину незалежну державу.
Засновниками комітету були:
- Франо Супіло
- Анте Трумбич
- Іван Мештрович
- Гінко Гінкович
- Франко Поточняк
- Нікола Стоянович
- Душан Васильєвич

Перші три члени комітету були хорватами з Королівства Далмація, наступні двоє — хорватами з Королівства Хорватія і Славонія, останні двоє — сербами з Боснії та Герцеговини. Установче зібрання відбулося в 1914, офіційно комітет був сформований 30 квітня 1915 у паризькому готелі Madisson. Оскільки провідною державою Антанти була Велика Британія, штаб-квартирою комітету обрано Лондон. Головою комітету став Анте Трумбич.
У 1915 Югослов'янський комітет нараховував 17 членів, з яких 11 були вихідцями з приморських регіонів Хорватії і Далмації. Протягом року комітет сформував відгалуження в Парижі, Женеві, Санкт-Петербурзі, Клівленді, Вальпараїсо та Вашингтоні. Члени комітету підтримували зв'язки з Об'єднаною молоддю Югославії (нелегальна молодіжна організація, створена у 1914 у Відні) та урядом Королівства Сербія. Комітет вважав за необхідні зв'язки з політиками Сербії, які, проте, були напруженими через конфлікти, які час від часу виникали через розбіжності в політичних позиціях.
Комітет негативно реагував на уряд Ніколи Пашича, який заявляв, що Сербія визнає гегемонію Італії в Адріатиці та розміщення тут її військово-морських баз. Трохи згодом комітет дізнався про сербський меморандум британській стороні, в якому серби заявили про претензії на ряд територій Австро-Угорщини, що являлися канонічними територіями Сербської православної церкви. Тим не менш, комітет не дійшов одностайної згоди щодо цього питання, внаслідок чого Франо Супіло залишив його 5 червня 1916. Наступного року Супіло помер.
У 1917 Югослов'янський комітет підписав з урядом Сербії Корфську декларацію. Це була компромісна угода, що закріплювала парламентську монархію як форму правління, автономію для трьох народів у складі новоствореної держави та рівноправне використання кириличної й латинської абеток, свободу віросповідання та загальне виборче право. Угода отримала підтримку з боку Великої Британії та Франції.
У жовтні 1918 було проголошено створення Держави Словенців, Хорватів та Сербів на звільнених після розпаду Австро-Угорщини південнослов'янських землях, яке стало першим втіленням держави Югославії. Однак ці дії не здобули офіційного визнання. У грудні колишні австро-угорські землі, об'єднавшись з Королівством Сербія (яке, в свою чергу, розширило свої кордони після Першої світової війни, приєднавши до себе Воєводину та до цих пір незалежну Чорногорію), утворили Королівство Сербів, Хорватів і Словенців. Мета Югослов'янського комітету була досягнута.
Анте Трумбич згодом виступив проти ухваленої в червні 1921 Відовданської конституції та створеного в січні 1929 Королівства Югославія. Іван Мештрович відмовився брати участь у державній політиці та присвятив себе мистецтву. У 1942 Мештрович залишив країну.